# Pereval Kyzyl-Art
Pereval Kyzyl-Art (ryska: Перевал Кызыл-Арт) är ett bergspass i Kirgizistan. Det ligger i den sydvästra delen av landet, 400 km söder om huvudstaden Bisjkek. Pereval Kyzyl-Art ligger 4 284 meter över havet.
Terrängen runt Pereval Kyzyl-Art är kuperad åt sydost, men åt nordväst är den bergig.  Trakten runt Pereval Kyzyl-Art är nära nog obefolkad, med mindre än två invånare per kvadratkilometer. Det finns inga samhällen i närheten. Trakten runt Pereval Kyzyl-Art är ofruktbar med lite eller ingen växtlighet.